# Meckenbeuren
Meckenbeuren – miejscowość i gmina Niemczech, w kraju związkowym Badenia-Wirtembergia, w rejencji Tybinga, w regionie Bodensee-Oberschwaben, w powiecie Jezioro Bodeńskie.
W mieście jest stacja kolejowa Meckenbeuren.

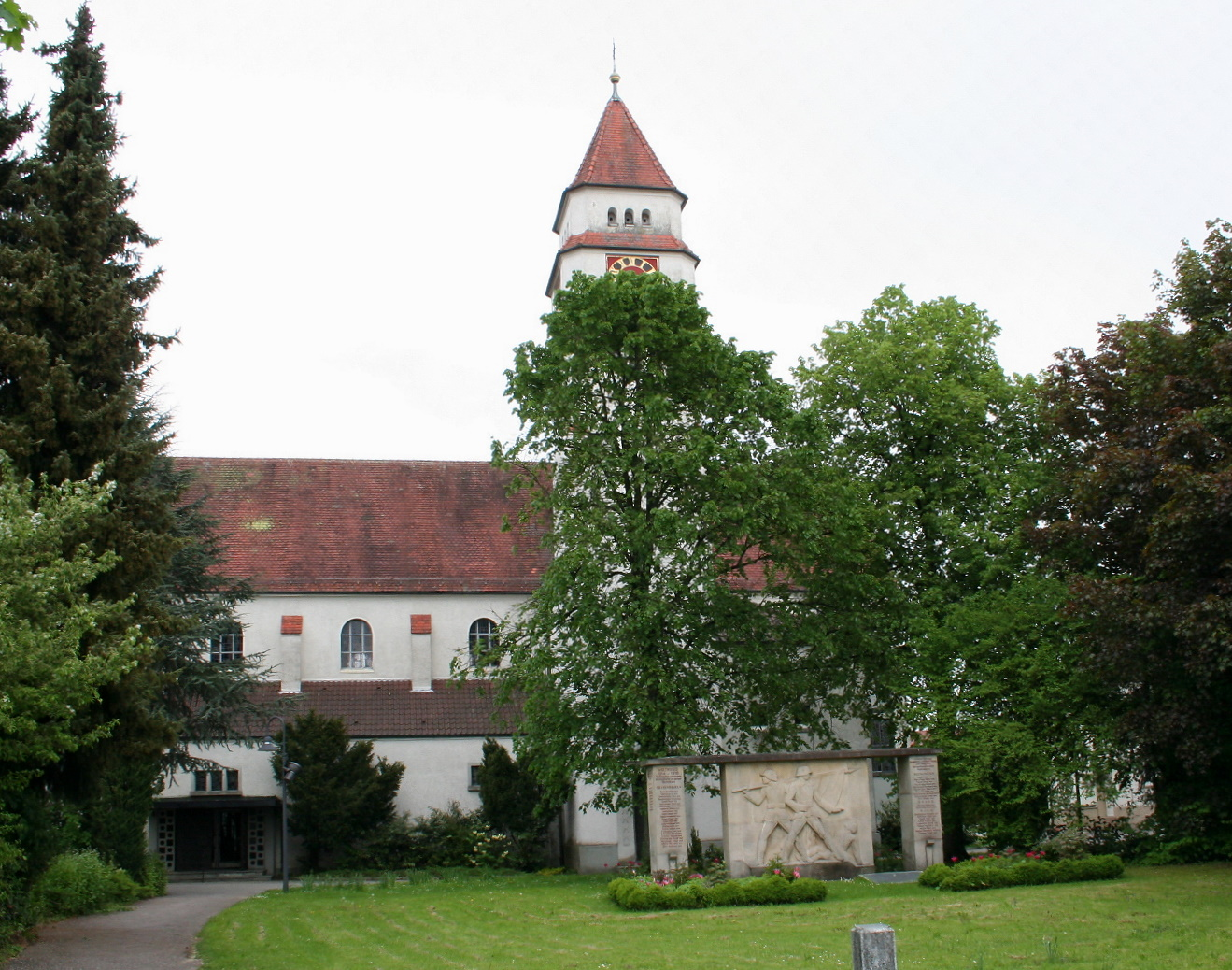
Kościół pw św Marii (St. Maria)

## Współpraca
Miejscowości partnerskie:
- Kehlen, Luksemburg
- Neustadt in Sachsen, Saksonia